# Friedrich August Theodor Winnecke
Friedrich August Theodor Winnecke, född 5 februari 1835 i Groß-Heere, nära Hannover, död 3 december 1897 i Bonn, var en tysk astronom.
Winnecke var först assistent vid observatorierna i Bonn och Berlin och 1858–1866 astronom och slutligen vice direktor vid Pulkovo-observatoriet vid Sankt Petersburg samt vistades sedermera som privatman i Karlsruhe, tills han 1872 kallades till direktor för det provisoriska observatoriet i Strassburg. Han ledde där uppförandet och organisationen av det storartade observatorium, som efter fransk-tyska kriget 1870–1871 kom till stånd i anslutning till det nya universitetet. Han utnämndes även till rektor för detta universitet, men drabbades kort därefter, 1882, av en sinnessjukdom, vilken avbröt hans vetenskapliga verksamhet.
Av Winneckes astronomiska verksamhet kan nämnas hans deltagande i bestämningen av solparallaxen genom planeten Mars (1862), hans mätningar av planeten Mars samt hans studier över variabla stjärnor och bestämningar av stjärnparallaxer. Han upptäckte flera nya kometer. Winnecke var medlem av styrelsen för Astronomische Gesellschaft och utgav från 1865 dess tidskrift Vierteljahrsschrift. Han tilldelades  Lalandepriset 1858 tillsammans med flera andra. En av de periodiska kometerna med kort omloppstid (6,37 år) är benämnd Pons-Winneckes komet.